# Congres van Lokale en Regionale Overheden
Het Congres van Lokale en Regionale Overheden van de Raad van Europa (kort: Congres van Lokale en Regionale Overheden of Congres) is een instelling van de Raad van Europa waar de lokale en regionale overheden van de 46 lidstaten worden vertegenwoordigd. Het Congres bestaat uit twee kamers, de Lokale Kamer en de Regionale Kamer. Plenaire zittingen van het Congres vinden plaats in het Palais de l'Europe in Straatsburg, waar het permanente Secretariaat is gevestigd.
Het Congres van Lokale en Regionale Overheden is een pan-Europese politieke vergadering. Het bestaat uit 6 leden, die hun post bekleden op basis van verkiezingen, zoals regionaal of lokaal raadslid zijn of burgemeester of hoofd van een regionale overheid. Deze leden vertegenwoordigen meer dan 130.000 autoriteiten van de 46 lidstaten.
Het Congres streeft ernaar om de lokale en regionale democratie te bevorderen, om het lokale en regionale bestuur te verbeteren en om het zelfbestuur te versterken. Het toepassen van de beginselen die zijn vastgelegd in het Europees Handvest inzake Lokale Autonomie, is een belangrijk aandachtspunt van het Congres. Het Congres moedigt decentralisatie en regionalisering aan naast grensoverschrijdende samenwerking tussen steden en regio's.

## Ontstaansgeschiedenis
Het Congres van Lokale en Regionale Overheden, in zijn huidige vorm, is opgericht op 14 januari 1994 door middel van Statutaire Resolutie 94(3) van het Comité van Ministers van de Raad van Europa. Maar de voorgeschiedenis van het Congres laat zien dat er al een meer dan vijftig jaar aan geschiedenis is op het gebied van lokale en regionale democratie in Europa.
De Conferentie van Lokale Overheden van Europa werd opgericht in 1957 door de Raad van Europa. De eerste zitting vond plaats in Straatsburg op 12 januari 1957. De voorzitter was de Franse politicus Jacques Chaban-Delmas. Hij was Voorzitter van de Conferentie van januari 1957 tot en met januari 1960. In 1975 richtte het Comité van Ministers de Conferentie van Lokale en Regionale Overheden op. Deze verving de Conferentie van Lokale Overheden en bracht, naast de lokale overheden, ook vertegenwoordigers van Europese regio’s samen. In 1979 deze Conferentie werd de Permanente Conferentie van Lokale en Regionale Overheden van Europa.
Zes jaar later, in 1985, nam de Permanente Conferentie het Europees Handvest inzake Lokale Autonomie aan. Hiermee werd de toenemende rol van een van de belangrijkste prestaties van de Conferentie, de ontwikkeling van lokale democratie, erkend. Vanaf 1985 konden de lidstaten het Handvest ondertekenen en sindsdien hebben alle lidstaten van de Raad van Europa het Handvest ondertekend. In 1994 vroeg de Permanente Conferentie het Comité van Ministers om haar statuut verder te ontwikkelen en de Permanente Conferentie werd omgevormd tot het huidige Congres van Lokale en Regionale Overheden van de Raad van Europa. Tijdens de Top van Warschau in 2005, bevestigden de Staatshoofden en Regeringsleiders van de lidstaten van de Raad van Europa het belang voor Europa van lokale en regionale democratie, benadrukten de belangrijke rol van het Congres in deze missie en ondersteunde het mandaat van het Congres.
In oktober 2010 nam het Congres een grootschalige hervorming van zijn structuur en werkzaamheden aan. De bedoeling van deze hervorming was de invloed van zijn bezigheden te vergroten en de efficiëntie van het Congres en de relevantie ervan voor Europese burgers en hun gekozen vertegenwoordigers te verbeteren. De nieuwe prioriteiten concentreren zich op vijf terreinen: toezien op lokale en regionale democratie, observeren van lokale en regionale verkiezingen, verlenen van doelgerichte hulp na toezicht en observatie, bevorderen van de lokale en regionale dimensie van mensenrechten en gestroomlijnde thematische activiteiten.
Een belangrijke verandering in de structuur van het Congres is onder andere het opzetten van drie nieuwe commissies: een monitoringcommissie, een governancecommissie en een current affairscommissie. Bovendien is het Statutair Forum opgericht, is het mandaat van Congresleden verlengd van twee naar vier jaar en wordt de eis dat 30 % de vertegenwoordigers in de nationale delegaties vrouw moet zijn ook toegepast op plaatsvervangende leden. Daarnaast is de rol van het uitvoerende orgaan van het Congres, het Bureau, versterkt en zijn aangenomen documenten voortaan onderworpen aan een duidelijkere en concretere vervolgprocedure.
Naar aanleiding van deze hervorming, nam het Comité van Ministers een herziene versie aan van de Statutaire Resolutie en het Handvest van het Congres in januari 2011. In maart 2012 nam het Congres zijn nieuwe Reglement van Orde aan. De nieuwste aandachtspunten van het Congres werden vastgesteld in 2013.

## Rol
Het Congres vertegenwoordigt de meer dan 130,000 regio’s en lokale overheden in Europa. Het streeft ernaar om de democratie te versterken en de diensten op regionaal en lokaal niveau te verbeteren. Het Congres neemt aanbevelingen en opinies aan op basis van rapporten. Deze worden voorgelegd aan het Comité van Ministers en/of de Parlementaire vergadering. Bovendien neemt het Congres resoluties aan en houdt toezicht op de lokale en regionale overheden in de lidstaten. Door samenwerking met partners is het Congres in staat om zijn doelstellingen te bereiken. Deze partners zijn nationale en internationale verenigingen, waarnemers en andere partners. Het Congres stelt drie verschillende soorten rapporten op als onderdeel van zijn taak om toezicht te houden op lokale en regionale democratie. Dit zijn: monitoring en thematische rapporten en rapporten van verkiezingsobservaties.
Dialoog met overheden
Als onderdeel van het toezicht dat het Congres houdt op regionale democratie in Europa, is het Congres regelmatig in dialoog met de lidstaten van de Raad van Europa. Het Comité van Ministers, waaronder de 46 Ministers van Buitenlandse Zaken van de lidstaten, de Conferentie van ministers, die verantwoordelijk zijn voor lokale en regionale overheden, en hun Stuurgroepen, zoals de Stuurgroep van Lokale en Regionale Democratie (CDLR), zijn belangrijke partners hierbij. De voorzitter en de secretaris-generaal van het Congres houden het Comité van Ministers enkele malen per jaar op de hoogte van de activiteiten. Daarbij is er ook ruimte voor het uitwisselen van standpunten. Het Congres heeft bovendien direct contact met nationale overheden, vooral bij officiële bezoeken aan de lidstaten, bij vervolgbezoeken of bij observatie van lokale en regionale verkiezingen.

## Organisatie
Bureau
Het Bureau van het Congres is verantwoordelijk voor de plenaire zittingen, de coördinatie van het werk van de twee Kamers en de commissies, en het budget. Het bestaat uit de leden van de beide Kamers en staat onder leiding van de voorzitter van het Congres.

### Lokale Kamer

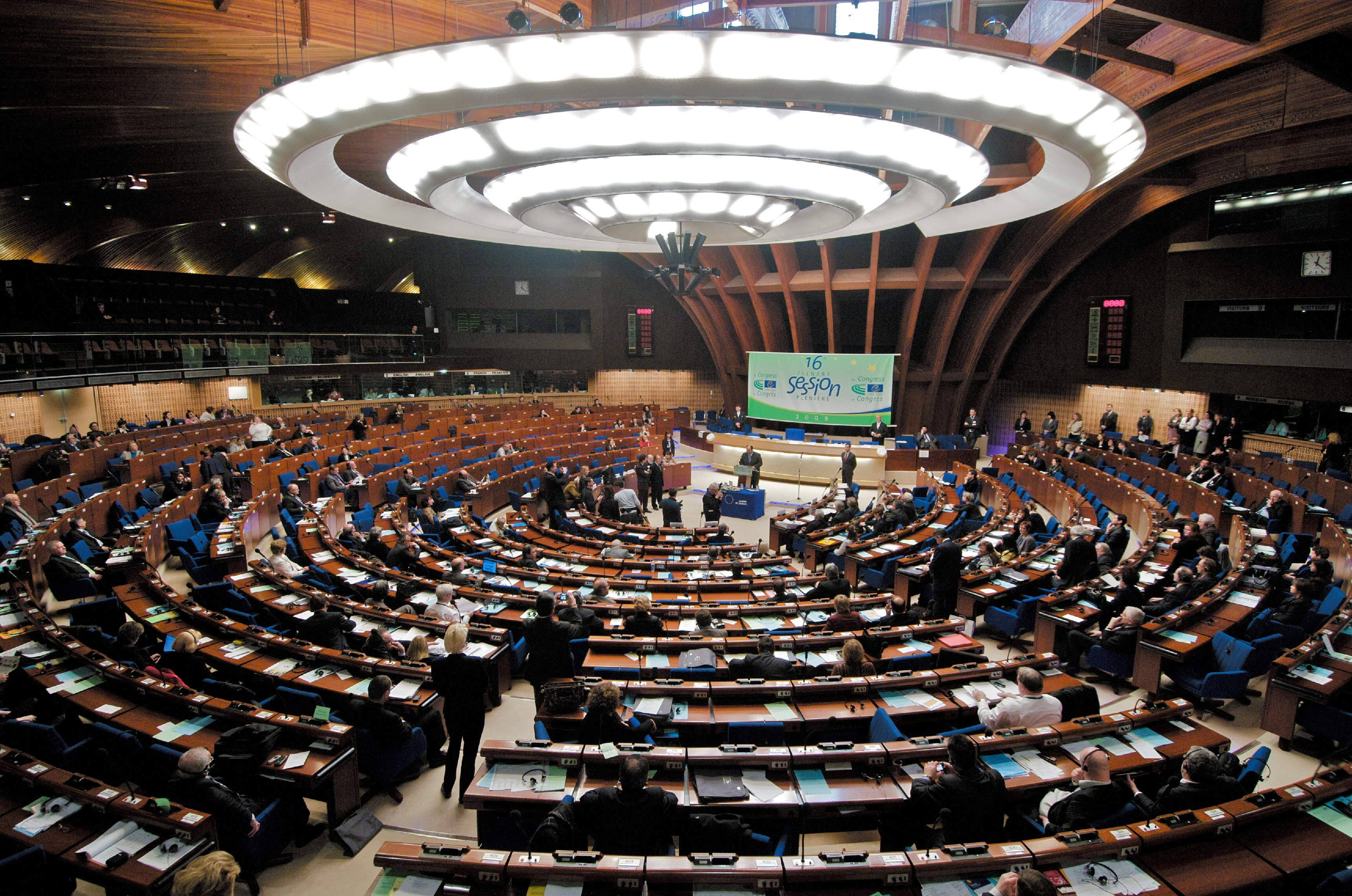
Sessie van het Congres

De belangrijkste taak van de Lokale Kamer is toezien op lokale democratie en verkiezingen aan de hand van het Europees Handvest inzake Lokale Autonomie. Dit handvest voorziet in mogelijkheden tot dialoog tussen de gemeenschappen en geeft ze één stem. De Lokale Kamer houdt zich ook bezig met maatschappelijke kwesties en ondersteunt samenwerking tussen Europese steden. Voorbeelden van onderwerpen waar de Kamer zich mee bezighoudt zijn interculturele dialogen, e-democratie en multiculturalisme. Het streeft er ook naar om de beginselen van lokale democratie buiten Europa te bevorderen, onder andere door middel van Euro-Arabische dialogen tussen steden en Euro-Mediterrane samenwerking. Tijdens de plenaire zittingen, twee keer per jaar, neemt de Kamer aanbevelingen, resoluties en besluiten aan. Waar nodig, kan de Kamer ook een van haar leden vragen om een rapport te schrijven over een kwestie op zijn gebied van expertise. De Lokale Kamer kan alleen kwesties behandelen die binnen haar jurisdictie vallen, te weten belangrijke en actuele kwesties die te maken hebben met de lokale dimensie in Europa. Ook kan de Kamer een debat beginnen in het Congres. België en Nederland hebben vertegenwoordigers van de gemeenten in deze Kamer zitten.

### Regionale Kamer
De Regionale Kamer bestaat uit vertegenwoordigers van de overheden die tussen het lokaal en centraal niveau in zitten. Ze zijn of zelfstandig, of ze hebben bevoegdheden die lijken op die van de staat. Een regio wordt pas als regio erkend als ze daadwerkelijk de mogelijkheid heeft om zelf volledig de verantwoordelijkheid te nemen voor een aanzienlijk deel van de openbare aangelegenheden. Dit moet in overeenstemming zijn met het subsidiariteitsbeginsel en moet in het algemeen belang zijn. De Regionale Kamer houdt zich bezig met de rol van de regio’s binnen de lidstaten, regionale democratie, interregionale samenwerking en de regionale economie. De Nederlandse delegatie in deze Kamer bestaat uit vertegenwoordigers van de provincies.

### Statutair Forum
Op 19 januari 2011 werd de herziene versie van het Handvest van het Congres aangenomen. Een van de gevolgen hiervan is dat de Permanente Commissie is vervangen door het Statutair Forum. Dit Forum bestaat uit de voorzitters van alle nationale delegaties en de leden van het Bureau van het Congres. Het Forum handelt namens het Congres tussen de sessies in. De Voorzitter kan het Forum bijeen roepen op elk moment dat hij dat nodig acht.

### Commissies
In oktober 2010 heeft het Congres drie nieuwe commissies geïntroduceerd, die de vier oude commissies hebben vervangen. Deze nieuwe commissies waren: de monitoringcommissie, de governancecommissie en de current affairscommissie.
Monitoringcommissie
De monitoringcommissie is opgericht om ervoor te zorgen dat lidstaten hun verplichtingen uit het Europees Handvest inzake Lokale Autonomie respecteren. Met andere woorden, de commissie is verantwoordelijk voor het toezicht op de implementatie van het Handvest. Bovendien houdt de commissie toezicht op institutionele veranderingen in de regio’s in Europa en stelt rapporten op met betrekking tot de lokale en regionale democratie. Deze rapporten moedigen staten aan hun situatie, met betrekking tot het Handvest, te evalueren en obstakels voor de implementatie te identificeren.
Governancecommissie
De governancecommissie is verantwoordelijk voor zaken die gerelateerd zijn aan het statutair mandaat van het Congres. Dit zijn onder andere openbare financiën, grensoverschrijdende en interregionale samenwerking, e-democratie en samenwerkingen met intergouvernementele instellingen.
Current Affairs Commissie
De taak van de current affairs commissie is de rol van regionale en lokale overheden bestuderen in het licht van de problemen in de moderne maatschappij. Daarbij houdt de commissie zich bezig met thematische kwesties, zoals sociale cohesie, onderwijs en duurzame ontwikkeling, bezien vanuit de kernwaarden van de Raad van Europa. In 2024 werd de Current Affairs Commissie omgedoopt tot Social Inclusion and Human Dignity Commissie.

### Groep van Onafhankelijke Experts
De Groep van Onafhankelijke Experts in het Europees Handvest inzake Lokale Autonomie helpt de drie Commissies het volbrengen van hun taken met betrekking tot lokale en regionale democratie. De experts worden aangetrokken van universiteiten en andere onderzoeksinstituten. Ze worden gekozen op basis van hun kennis van recht, economie of politieke wetenschappen op het gebied van lokaal of regionaal zelfbestuur. Hun aanstelling is voor vier jaar met een mogelijkheid tot verlening. De Groep van Onafhankelijke Experts assisteert het Congres door middel van de volgende werkzaamheden:
1. Voorbereiding van rapporten over de situatie in lidstaten met betrekking tot lokale en regionale democratie (monitoring rapporten)
2. Voorbereiding van rapporten over een specifiek aspect van het Handvest in een lidstaat of een groep lidstaten (specifieke monitoring rapporten)
3. Voorbereiding van rapporten over een specifiek aspect in het Handvest dat voor implementatieproblemen zorgt (onderzoeksrapporten)
4. Voorbereiding van rapporten over kwesties die van belang zijn voor lokale en regionale overheden
5. Voorbereiding van rapporten over de promotie van regionale en lokale democratie

### Secretariaat
Het secretariaat van het congres wordt geleid door de secretaris-generaal, die voor de duur van vijf jaar wordt verkozen tijdens een plenaire zitting van het congres. Sinds maart 2010 is Andreas Kiefer secretaris-generaal. Hij wordt ondersteund door de congresdirecteur. Het secretariaat van de twee Kamers bestaat uit twee uitvoerend secretarissen, die worden benoemd door de Secretaris-generaal na overleg met het Congres.

## Nationale delegaties
De 46 lidstaten worden allemaal vertegenwoordigd in het Congres met een eigen delegatie. Het Congres bestaat uit vertegenwoordigers van lokale en regionale overheden in de lidstaten van de Raad van Europa. Zij zijn direct verkozen of politiek verantwoordelijk tegenover een direct verkozen orgaan en hun mandaat is voor vier jaar. Iedere delegatie vertegenwoordigt een gelijke geografische verdeling van gebieden, van de verschillende typen lokale en regionale overheden en de politieke verhoudingen binnen de overheden in een lidstaat. Bovendien bestaat de delegatie voor een gelijk deel aan mannen en vrouwen. Het aantal leden van een lidstaat in het Congres is hetzelfde als het aantal leden van de lidstaat in de Parlementaire Vergadering van de Raad van Europa. Naast vertegenwoordigers (die volledig lid zijn), stuurt een lidstaat ook eenzelfde aantal plaatsvervangende leden. Zowel België als Nederland heeft een delegatie van zeven vertegenwoordigers en 7 plaatsvervangende leden. Het hoofd van de Belgische delegatie is Johan Sauwens, lid van het Vlaams Parlement en burgemeester van Bilzen. Voor Nederland is dit Amy Koopmanschap, burgemeester van Diemen.
Leden van het Congres
Volgens de Statutaire Resolutie (2016) bestaat het Congres uit 306 vertegenwoordigers en 306 plaatsvervangers uit iedere lidstaat. De verdeling is als volgt:
| Albanië         | 4/4   | Andorra             | 2/2   | Armenië               | 4/4    |        |        |        |         |
| Azerbeidzjan    | 6/6   | België              | 7/7   | Bosnië en Herzegovina | 5/5    |        |        |        |         |
| Bulgarije       | 6/6   | Cyprus              | 3/3   | Denemarken            | 5/5    |        |        |        |         |
| Duitsland       | 18/18 | Estland             | 3/3   | Finland               | 5/5    |        |        |        |         |
| Frankrijk       | 18/18 | Georgië             | 5/5   | Griekenland           | 7/7    |        |        |        |         |
| Hongarije       | 7/7   | Ierland             | 4/4   | IJsland               | 3/3    |        |        |        |         |
| Italië          | 18/18 | Kroatië             | 5/5   | Letland               | 3/3    |        |        |        |         |
| Liechtenstein   | 2/2   | Litouwen            | 4/4   | Luxemburg             | 3/3    |        |        |        |         |
| Noord-Macedonië | 3/3   | Malta               | 3/3   | Moldavië              | 5/5    |        |        |        |         |
| Monaco          | 2/2   | Montenegro          | 3/3   | Nederland             | 7/7    |        |        |        |         |
| Noorwegen       | 5/5   | Oekraïne            | 12/12 | Oostenrijk            | 6/6    |        |        |        |         |
| Polen           | 12/12 | Portugal            | 7/7   | Roemenië              | 10/10  |        |        |        |         |
| San marino      | 2/2   | Servië              | 7/7   | Slovenië              | 3/3    |        |        |        |         |
| Slowakije       | 5/5   | Spanje              | 12/12 | Tsjechië              | 7/7    |        |        |        |         |
| Turkije         | 18/18 | Verenigd Koninkrijk | 18/18 | Zweden                | 6/6    |        |        |        |         |
| Zwitserland     | 6/6   |                     |       | TOTAAL                | TOTAAL | TOTAAL | TOTAAL | TOTAAL | 306/306 |

Politieke groeperingen
De 612 leden van het Congres zijn verdeeld in vier politieke groeperingen:
- SOC - Socialistische Partij
- EPP/CEE - Europese Volkspartij
- ILDG - Onafhankelijke en Liberale Democratische Groep
- ECR - Europese Conservatieven en Reformisten

Een aantal van de leden van het Congres behoort niet tot een van de politieke groeperingen.
Het Congres komt twee keer per jaar, in mei en oktober, bij elkaar voor een plenaire zitting in Straatsburg. De zittingen voor elke Kamer worden gehouden tijdens die plenaire zittingen. Iedere twee jaar benoemt het Congres de Voorzitter uit de vertegenwoordigers. De huidige Voorzitter van het Congres is Gudrun Mosler-Törnström (sinds oktober 2016).

## Werkzaamheden

### Toezicht houden op lokale en regionale democratie
Het Congres houdt toezicht op de naleving van het Europees Handvest inzake Lokale Autonomie door de lidstaten door middel van regelmatige inspecties (iedere vijf jaar). Het Congres heeft een resolutie aangenomen met betrekking tot de te volgen procedure. Een delegatie, die de staat bezoekt, inspecteert de huidige situatie en stelt vervolgens een rapport hierover op. Dit toezicht is de basis voor verdere actie en constructieve dialoog met de lidstaat. Naast deze rapporten over een specifiek land, stelt het Congres ook algemene rapporten op. Deze analyseren de toepassing van het Europees Handvest inzake Lokale Autonomie in zijn geheel in de lidstaten van de Raad van Europa. In de context van de algemene verplichting van lidstaten om informatie te geven over de toepassing van het Handvest, stelt het Congres ook transversale rapporten op. Een rapport leidt tot een resolutie en/of aanbeveling, die wordt voorgelegd tijdens de sessie om te worden aangenomen. De laatste inspectie in Nederland vond plaats van 14 tot en met 16 mei 2013. Voor België vond dit bezoek plaats tussen 16 en 18 december 2009.

### Observatie van verkiezingen
De observatie van verkiezingen van lokale en regionale verkiezingen is een poging om lokale en regionale democratie te versterken. Het is een belangrijk aspect van de taken van het Congres en vult de toezichthoudende werkzaamheden aan. Observatiemissies vinden alleen plaats naar aanleiding van een officieel verzoek van de betrokken nationale overheden. Het Congres stelt dan een delegatie samen van tien tot vijftien personen. Deze delegatie weerspiegelt de vertegenwoordiging van politieke groeperingen in het Congres en geslacht om een rechtvaardige vertegenwoordiging te waarborgen. Na de observatie wordt een rapport gepubliceerd met een analyse van de verkiezingscampagne, de dag van de verkiezingen, aanbevelingen/verbeteringspunten en een voorlopige conclusie van de delegatie. Met betrekking tot observaties werkt het Congres samen met andere instellingen van de Raad van Europa, zoals de Parlementaire Vergadering en de Commissie van Venetië Een resolutie van het Congres heeft de details van de observatieprocedure vastgelegd. Tot nu toe heeft er nog geen observatie van verkiezingen plaatsgevonden in Nederland en België.

### Post-monitoring en post-observatie dialoog
Het Congres heeft in maart 2013 Resolutie 353 aangenomen met betrekking tot post-monitoring en post-observatie dialoog. Het doel is om een politieke dialoog met lidstaten en relevante belanghebbers te ontwikkelen na een monitoring- of verkiezingsobservatiebezoek om zo tot overeenstemming te komen over een stappenplan om de aanbevelingen van het Congres uit te voeren. Het verwachte resultaat is aan de ene kant versterking van de politieke dialoog met nationale autoriteiten, en aan de andere kant een grotere impact en effectievere implementatie van de aanbevelingen en resoluties aangenomen na zo'n bezoek.

## Coöperatieprogramma's en projecten

### Coöperatieprogramma's
Het Congres heeft in zijn Prioriteiten 2013-2016 besloten om samenwerking en partnerschappen verder te ontwikkelen om concrete resultaten te bereiken. Reeds in 2011 had het Congres besloten om programma's te ontwikkelen met het doel om territoriale democratie in de lidstaten van de Raad van Europa en in de directe omgeving sterker te maken en te bevorderen. Deze activiteiten dragen bij aan de implementatie van het Europees Handvest van Lokale Autonomie en de aanbevelingen van het Congres. Het Congres, met veel praktische en politieke ervaring via zijn leden, biedt zijn expertise op het gebied lokale en regionale democratie aan op verschillende gebieden, afhankelijk van de behoeften:
- Beoordeling van het wettelijke en institutionele kader
- Opstellen van nieuwe wetgeving en nieuw beleid
- Uitwisseling van 'good practices' - peer-to-peer uitwisselingen en interactieve bijeenkomsten
- Sessies over leiderschap voor lokale en regionale verkozen vertegenwoordigers

Met betrekking tot samenwerking met de lidstaten van de Raad van Europa ontwikkelt het Congres projecten die worden opgenomen in het hoofdstuk Democratie in de Actieplannen voor Armenië, Azerbeidzjan, Georgië, Moldavië en Oekraïne. Deze projecten, die gecofinancierd worden door middel van vrijwillige bijdragen van lidstaten en internationale partners, hebben tot doel de versterking van lokale bestuursstructuren, en hun verenigingen en de verbetering van samenwerking tussen lokaal verkozen vertegenwoordigers en hun leiderscapaciteiten voor veranderingen. Daarnaast is het congres actief in het nabijschapsbeleid van de Raad van Europa. Dit beleid is erop gericht om aangrenzende regio's te helpen met de verbetering van democratie, de rechtsstaat en de bescherming van mensenrechten. De prioriteiten voor de samenwerking in Marokko en Tunesië omvat ook lokaal bestuur.
In het het verleden is het Congres actief geweest op het gebied van de versterking van lokale democratie en grensoverschrijdende samenwerking in Europa. Ze heeft de oprichting van verenigingen van lokale autoriteiten aangemoedigd. Zelf heeft ze verschillende netwerken opgericht, die nu onafhankelijk zijn van het Congres, maar wel geprivilegieerde partners zijn. Voorbeelden van deze verenigingen zijn de Vereniging van Lokale Democratie Agentschappen (ALDA), het Netwerk van Verenigingen van Lokale Autoriteiten in Zuidoost Europa (NALAS) en het Europees Netwerk van Lokale en Regionale Trainingsinstellingen (ENTO).

### Projecten

#### Alliantie van de Roma
De ‘De Europese Alliantie van Steden en Regio’s voor Roma Integratie’ is opgezet tijdens de 24e sessie van het Congres in maart 2013 na een testfase. Deze testfase bestond uit twee projecten: een voor huisvesting in Madrid en een voor onderwijs in Boedapest. De Alliantie voert tussen 2013 en 2014 de eerste fase van het eerste project ROMACT uit. Dit project biedt deelnemende steden twee typen van deelname aan. Ongeveer 30 steden en regio’s zullen waarschijnlijk actief deelnemen aan activiteiten met betrekking tot een beleidscyclus over Roma-integratie. Deze activiteiten bestaan uit voorbereidend werk, zoals het zoeken van gegevens en het analyseren daarvan, enkele thematische workshops en studiereizen, consulterend werk en afsluitende conferenties. Daarnaast zijn er activiteiten zoals uitwisseling van informatie en gelegenheden tot het ontwikkelen van netwerken en samenwerkingsverbanden. Eind 2014 zal ROMACT worden afgesloten met een uitgebreide evaluatie van de steden en regio’s en de lokale, nationale en internationale belanghebbenden.

#### ONE in FIVE
De ONE in FIVE Campagne probeert het tekenen en de ratificatie te bevorderen van het Verdrag van de Raad van Europa inzake de bescherming van kinderen tegen seksuele uitbuiting en seksueel misbruik, ook wel Verdrag van Lanzarote genoemd. Het doel van de Campagne is om kinderen bewust te maken van de ernst en de verschillende vormen van seksueel geweld en misbruik, en om dit te voorkomen. Het Congres is verantwoordelijk voor de lokale en regionale dimensies van de Campagne en heeft een Pact van Gemeenten en Regio’s inzake het stoppen van seksueel geweld tegen kinderen opgesteld. Het pact raadt de aanpak van de ‘vier P’s’ aan: prevent, protect, prosecute and participate. De bedoeling is dat misbruik wordt voorkomen, de slachtoffers beschermd, de daders vervolgd en dat kinderen volledige zeggenschap hebben tijdens het hele proces.

## Partners van het Congres

### Comité van de Regio's van de Europese Unie
De samenwerking tussen het Congres en het Comité van de Regio’s van de Europese Unie (CvdR) bestaat al sinds de oprichting van de CvdR in 1994. In 1995 is een ‘Contact Groep Congres/Comité van de Regio’s’ opgericht, die twee keer per jaar bijeen komt. De Contact Groep coördineert het werk van de twee instellingen en vult hun werkzaamheden aan. De leden van het Congres en de CvdR wisselen opvattingen uit, daarbij stellen ze gezamenlijke plannen van aanpak op, die ze samen uitvoeren. De samenwerking is gebaseerd op complementariteit en respect voor elkaars zichtbaarheid. Sinds 2006 is er de mogelijkheid voor leden van de CvdR om deel uit te maken van een verkiezingsobservatiemissie van het Congres. Tegenwoordig, gebeurt dit systematisch en leden van de CvdR zijn betrokken bij het hele observatieproces. Meer informatie over de samenwerking tussen het Congres en de CvdR kan worden gevonden op zowel de site van het Congres als die van de CvdR

### Europese organisaties en verenigingen van Europese gemeenten en Regio's
Het Congres werkt op een institutionele manier samen met het Comité van de Regio’s (CvdR) van de Europese Unie. Daarom coördineren de leden en de secretariaten hun werkzaamheden en vinden er regelmatig vergaderingen met leden van beide instellingen plaats. Het Congres werkt ook actief samen met de Commissie voor Burgerschap, Governance, Institutionele en Externe Aangelegenheden (CIVEX) en de Conferentie van de lokale en regionale overheden van het Oostelijk Partnerschap en de EU (CORLEAP). Beide zijn opgericht door de CvdR om de relaties tussen de EU en buurlanden te verbeteren op het gebied van lokale en regionale autonomie. De buurlanden zijn vaak lidstaten van het Congres en het Congres is betrokken bij de werkzaamheden van deze instellingen. Bovendien is het Congres betrokken bij verscheidene organisaties en verenigingen van Europese gemeenten en regio’s. Door de ontwikkeling van gezamenlijke werkzaamheden draagt het Congres bij aan een effectievere ontwikkeling van lokale democratie. Voorbeelden van deze organisaties zijn de Vergadering van Europese Regio’s, de Raad van Europese Gemeenten en Regio’s, de Vereniging van Europese Grensregio’s en de Conferentie van Europese Regionale Wetgevende Vergaderingen. Het Congres kan vertegenwoordigd worden tijdens vergaderingen of evenementen van deze organisaties en zijn standpunten en prioriteiten bekendmaken, vooral als deze binnen de reikwijdte van de werkzaamheden van de organisatie vallen.

### Nationale verenigingen
Nationale (en Europese) verenigingen van lokale en regionale autoriteiten spelen een rol in de promotie van lokale democratie. Dit is van cruciaal belang voor het werk van het Congres van Lokale en Regionale Autoriteiten. De organisaties geven informatie over Congreswerkzaamheden door aan hun land, vooral via het lobbyen bij hun overheden. In sommige gevallen spelen ze ook een rol bij het aanwijzen van de nationale delegatie bij het Congres van hun eigen land. De waarde van het werk van het Congres wordt versterkt doordat deze organisaties met hun knowhow, ervaring en expertise bijdragen aan dit werk en dienen als tegenwicht. Nationale organisaties spelen een actieve rol bij de implementatie van het Europees Handvest inzake Lokale Autonomie doordat ze klachten indienen over misbruik en eventuele schendingen. Hierdoor werken ze als een 'vroeg waarschuwingssysteem', dat laat zien waar monitoring en ingrijpen van het Congres nodig zijn.

## Waarnemers
Internationale verenigingen van lokale en regionale overheden, die raadgevende status hebben bij de Raad van Europa, hebben ook waarnemersstatus bij het Congres. Na een verzoek bij het Bureau van het Congres kan deze status ook aan andere verenigingen worden verleend. Waarnemersstatus geeft het recht om deel te nemen aan het werk van het Congres, om memoranda in te dienen en te reageren tijdens discussies in de plenaire zittingen. Waarnemers kunnen alleen niet stemmen. Vertegenwoordigers van de organisaties met waarnemersstatus kunnen uitgenodigd worden om vergaderingen van het Statutaire forum, het Bureau, de Commissies of ad hoc werkgroepen bij te wonen.